# 興業銀行
興業銀行（こうぎょうぎんこう、中国語: 兴业银行、英語: Industrial Bank）は中国の銀行で、本社は福建省福州市にある。1988年に開業した福建興業銀行がその前身で、2001年には株式会社化して福建興業銀行㈱となり、2003年に現名になった。 
福建省財政庁が17.86%の株を所有しており、筆頭株主となっている。

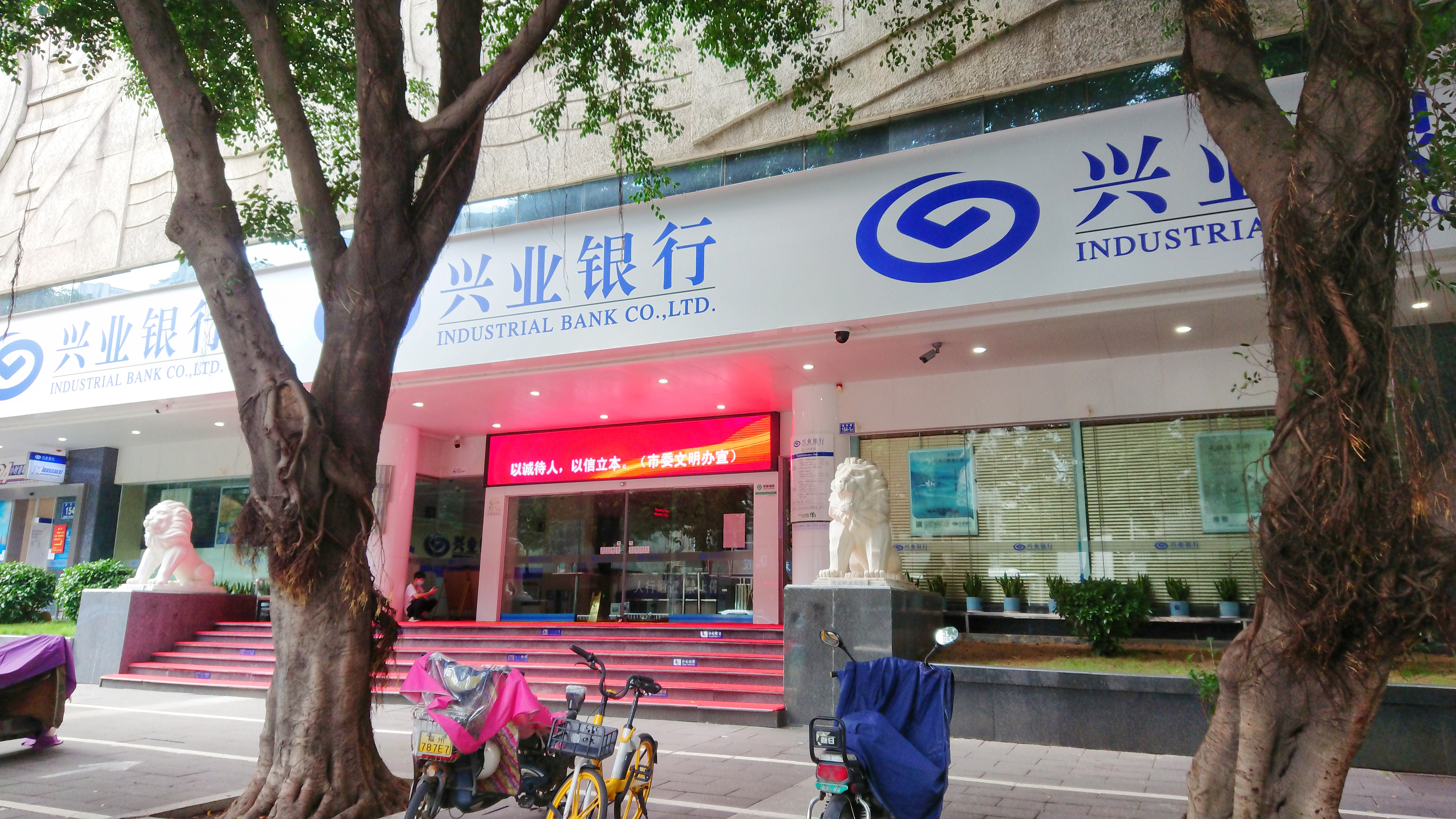
本部
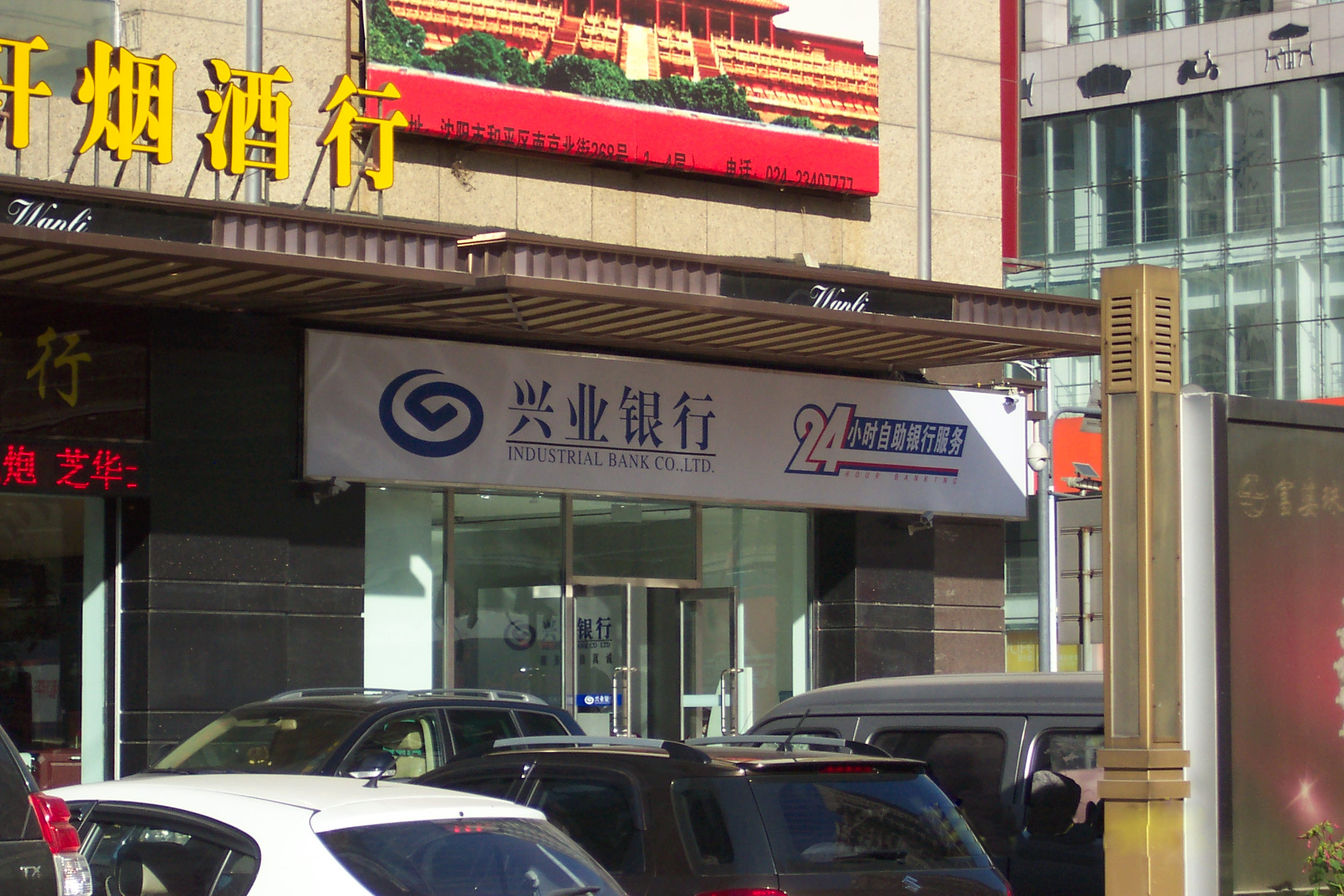
兴业银行股份有限公司 Industrial Bank Company of China
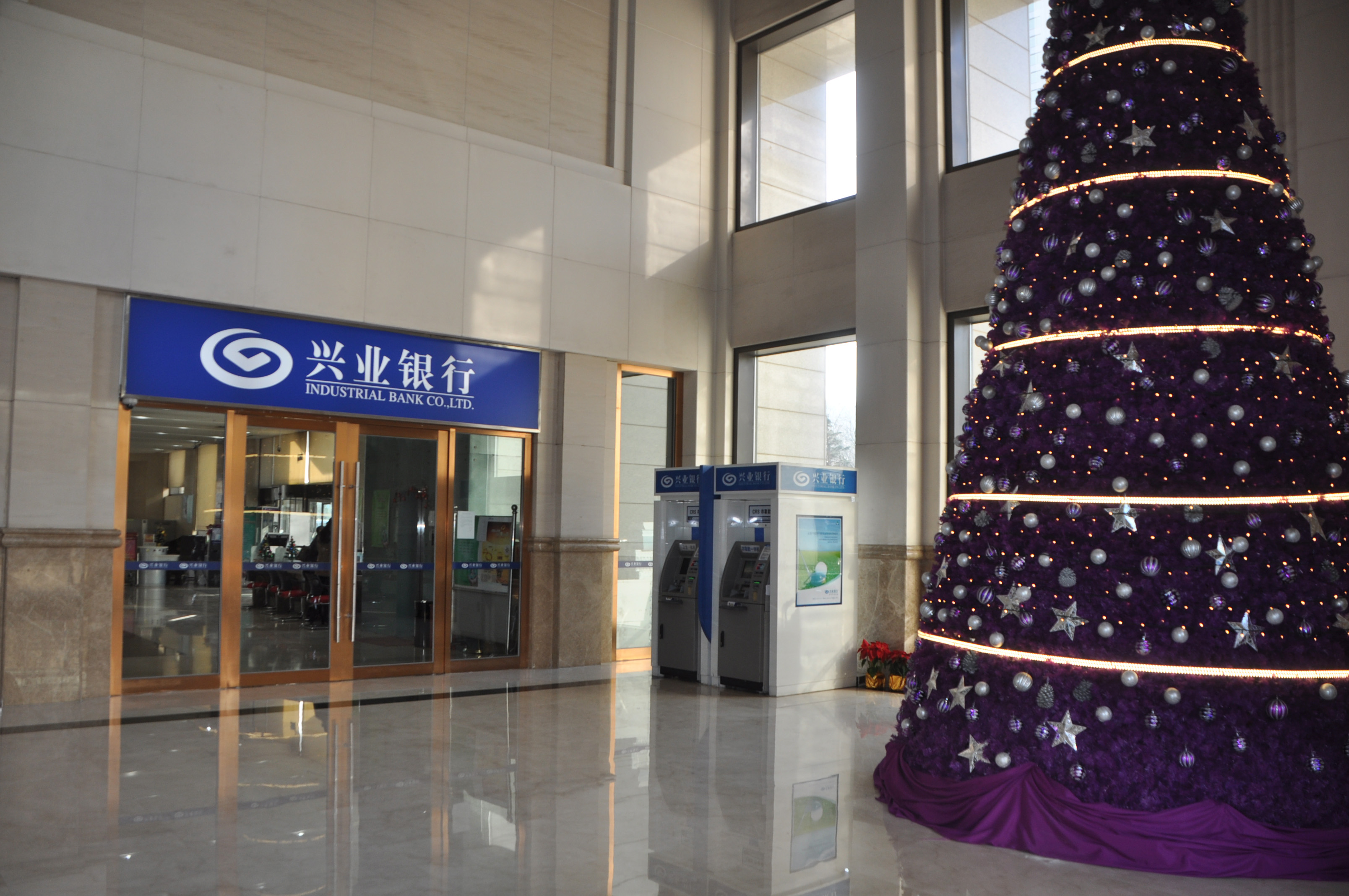
興業銀行大連支店（2013年12月）